# خيفيرسون مونتيرو
خيفيرسون مونتيرو (مواليد 1 سبتمبر 1989 في باباهويو - الإكوادور) لاعب كرة قدم إكوادوري يلعب حاليا لصالح نادي الدرجة الأولى فياريال الإسباني منذ 2009 في مركز الوسط المهاجم . .

## روابط خارجية
- خيفيرسون مونتيرو على موقع الاتحاد الدولي (مؤرشف)  (الإنجليزية)
- خيفيرسون مونتيرو على موقع قاعدة بيانات كرة القدم.إي يو (الإنجليزية)
- خيفيرسون مونتيرو على موقع ناشيونال فوتبول تيمز (الإنجليزية)
- خيفيرسون مونتيرو على موقع Soccerbase.com (لاعب) (الإنجليزية)
- خيفيرسون مونتيرو على موقع Soccerway.com (الإنجليزية)
- خيفيرسون مونتيرو على موقع عالم كرة القدم.نت (الإنجليزية)
- خيفيرسون مونتيرو على موقع كووورة
- خيفيرسون مونتيرو على موقع AS.com (الإسبانية)